# 格林帕克 (密蘇里州)
格林帕克（英語：Green Park）是位於美國密蘇里州聖路易斯縣的城市。

## 人口
根據2020年美國人口普查的數據，格林帕克的面積為3.41平方千米，當中陸地面積為3.39平方千米，而水域面積為0.02平方千米。當地共有人口2705人，而人口密度為每平方千米793人。